# 国际工人协会 (1922年)
国际工人协会（西班牙語：Asociación Internacional de los Trabajadores，缩写为AIT）是一个无政府工团主义国际组织。该组织成立于1922年12月。目前，国际工人协会有11个支部和6个友好组织，总部设于西班牙巴塞罗那。

## 支部
- 无政府工团主义联合会
- 奥地利 维也纳工人工团
- 巴西 巴西工人联盟（英语：Brazilian Workers' Confederation）
- 无政府工团主义联合会
- 哥伦比亚 自由意志学生和劳动联盟（西班牙语：Unión Libertaria Estudiantil y del Trabajo）
- 斯洛伐克 直接行动
- 西班牙 全国劳工联盟
- 法國 全国劳工联盟（英语：Confédération nationale du travail）
- 印度尼西亞 无政府工团主义工人兄弟会
- 挪威 挪威工团主义联盟（英语：Norsk Syndikalistisk Forbund）
- 波蘭 波兰工团主义者联盟
- 英国 团结联合会（英语：Solidarity Federation）
- 俄羅斯 革命无政府工团主义者联盟（俄语：Конфедерация революционных анархо-синдикалистов）
- 塞爾維亞  蒙特內哥羅 工会联盟无政府工团主义倡议
- 瑞典 乌雷斯塔德地方合作组织

## 友好组织
- 保加利亚 自治工人联盟
- 智利 工人团结
- 印度 解放阵线
- 美国 工人团结联盟（西班牙语：Workers Solidarity Alliance）
- 巴基斯坦 工人团结联合会
- 菲律賓 解放兄弟会

## 前支部（部分）
- 阿根廷 阿根廷地区工人联合会
- 德国 自由工人联盟
- 義大利 意大利工团主义联盟
- 葡萄牙 国际工人协会—葡萄牙支部